# Sportverein Wehen 1926 Taunusstein 2010-2011
Questa voce raccoglie le informazioni riguardanti lo Sportverein Wehen 1926 Taunusstein nelle competizioni ufficiali della stagione 2010-2011.

## Stagione
Nella stagione 2010-2011 il Wehen Wiesbaden, allenato da Gino Lettieri, concluse il campionato di 3. Liga al 4º posto.

## Rosa
| N. |                                 | Ruolo | Calciatore         |
| -- | ------------------------------- | ----- | ------------------ |
| 1  | Germania (bandiera)             | P     | Michael Gurski     |
| 2  | Germania (bandiera)             | D     | Florian Hübner     |
| 3  | Germania (bandiera)             | D     | Thorsten Barg      |
| 4  | Paesi Bassi (bandiera)          | D     | Quido Lanzaat      |
| 5  | Canada (bandiera)               | C     | Nikolas Ledgerwood |
| 6  | Germania (bandiera)             | D     | Benjamin Hübner    |
| 7  | Germania (bandiera)             | C     | Ioannis Masmanidis |
| 8  | Germania (bandiera)             | C     | Daniel Brosinski   |
| 9  | Germania (bandiera)             | A     | Danko Boskovic     |
| 10 | Germania (bandiera)             | A     | Marcel Ziemer      |
| 11 | Germania (bandiera)             | A     | Francis Kioyo      |
| 13 | RD del Congo (bandiera)         | A     | Addy-Waku Menga    |
| 14 | Germania (bandiera)             | C     | Jan Fießer         |
| 15 | Bosnia ed Erzegovina (bandiera) | C     | Zlatko Janjić      |
| 16 | Germania (bandiera)             | D     | Marco Neppe        |

| N. |                          | Ruolo | Calciatore         |
| -- | ------------------------ | ----- | ------------------ |
| 18 | Germania (bandiera)      | A     | Marco Sailer       |
| 20 | Afghanistan (bandiera)   | A     | Milad Salem        |
| 21 | Germania (bandiera)      | D     | Marco Jordan       |
| 22 | Germania (bandiera)      | P     | Erik Domaschke     |
| 23 | Germania (bandiera)      | D     | Alf Mintzel        |
| 26 | Rep. Ceca (bandiera)     | C     | Martin Abrahám     |
| 27 | Germania (bandiera)      | D     | Nils Döring        |
| 29 | Germania (bandiera)      | C     | Philipp Albert     |
| 30 | Germania (bandiera)      | A     | Sebastian Szimayer |
| 31 | Nuova Zelanda (bandiera) | P     | Stefan Marinović   |
| 34 | Germania (bandiera)      | D     | Fabian Schönheim   |
| 37 | Germania (bandiera)      | C     | Denis Streker      |
| 42 | Germania (bandiera)      | P     | Raphael Laux       |
| 44 | Germania (bandiera)      | C     | Wal Fall           |

## Organigramma societario
Area tecnica
- Allenatore: Gino Lettieri
- Allenatore in seconda: Miloslav Janovsky, Steffen Vogler
- Preparatore dei portieri: Steffen Vogler
- Preparatori atletici:

## Calciomercato

### Sessione estiva
| Acquisti | Acquisti           | Acquisti            | Acquisti |
| R.       | Nome               | da                  | Modalità |
| -------- | ------------------ | ------------------- | -------- |
| C        | Jan Fießer         | Sandhausen          |          |
| P        | Michael Gurski     | Sandhausen          |          |
| C        | Zlatko Janjić      | Arminia Bielefeld   |          |
| D        | Marco Jordan       | Norimberga II       |          |
| D        | Quido Lanzaat      | Carl Zeiss Jena     |          |
| C        | Nikolas Ledgerwood | FSV Francoforte     |          |
| A        | Addy-Waku Menga    | Werder Brema II     |          |
| D        | Alf Mintzel        | Sandhausen          |          |
| D        | Marco Neppe        | Wuppertal           |          |
| A        | Marco Sailer       | Greuther Fürth      |          |
| A        | Milad Salem        | Germania Ober-Roden |          |

| Cessioni | Cessioni            | Cessioni          | Cessioni |
| R.       | Nome                | a                 | Modalità |
| -------- | ------------------- | ----------------- | -------- |
| C        | Björn Ziegenbein    | Hansa Rostock     |          |
| D        | Torge Hollmann      | Eintracht Treviri |          |
| D        | Tunay Açar          | Eskişehirspor     |          |
| C        | Sascha Amstätter    | Darmstadt         |          |
| P        | Marc Birkenbach     | Elversberg        |          |
| C        | Josip Landeka       | Carl Zeiss Jena   |          |
| A        | Aykut Öztürk        | Konyaspor         |          |
| A        | Dominik Stroh-Engel | Babelsberg        |          |
| D        | Benjamin Weigelt    | Hessen Kassel     |          |

### Sessione invernale
| Acquisti | Acquisti           | Acquisti       | Acquisti |
| R.       | Nome               | da             | Modalità |
| -------- | ------------------ | -------------- | -------- |
| C        | Daniel Brosinski   | Colonia        |          |
| C        | Ioannis Masmanidis | Ethnikos Pireo |          |

| Cessioni | Cessioni         | Cessioni               | Cessioni |
| R.       | Nome             | a                      | Modalità |
| -------- | ---------------- | ---------------------- | -------- |
| C        | Steffen Bohl     | Eintracht Braunschweig |          |
| A        | Jovan Damjanović | Borac Čačak            |          |
| C        | Sebastian Wolf   | Elversberg             |          |

## Risultati

### 3. Liga

#### Girone di andata
| Arbitro: | Steinberg |

|  |           |               |
|  | Marcatori | 35’ Schönheim |

| Arbitro: | Seemann |

|           |           |  |
| Menga 62’ | Marcatori |  |

| Arbitro: | Kempter |

|            |           |          |
| Holzer 22’ | Marcatori | 80’ Bohl |

| Arbitro: | Brych |

|           |           |                         |
| Menga 24’ | Marcatori | 50’ Costa 83’ Rathgeber |

| Arbitro: | Seidel |

|               |           |                 |
| Bellarabi 32’ | Marcatori | 40’, 69’ Janjić |

| Arbitro: | Blos |

|                     |           |            |
| Barg 54’ Janjić 60’ | Marcatori | 77’ Hähnge |

| Arbitro: | Stark |

|  |           |                        |
|  | Marcatori | 19’ (rig.), 90’ Janjić |

| Arbitro: | Drees |

|                 |           |                     |
| Abrahám 7’, 80’ | Marcatori | 32’ Koch 53’ Müller |

| Saarbrücken 22 settembre 2010, ore 19:00 CEST 9ª giornata | Saarbrücken | 0 – 0 referto | Wehen Wiesbaden | Ludwigsparkstadion (5 044 spett.)\| Arbitro: \| Gorniak \| |
| Arbitro:                                                  | Gorniak     |               |                 |                                                            |

| Arbitro: | Nowak |

|                          |           |  |
| Lanzaat 56’ Boskovic 87’ | Marcatori |  |

| Arbitro: | Thielert |

|  |           |           |
|  | Marcatori | 3’ Janjić |

| Arbitro: | Winkmann |

|                          |           |                |
| Schönheim 20’ Sailer 37’ | Marcatori | 58’ Schipplock |

| Arbitro: | Alt |

|                      |           |  |
| Sailer 1’ Janjić 40’ | Marcatori |  |

| Arbitro: | Unger |

|                                                 |           |                 |
| Ghasemi-Nobakht 15’ Taylor 28’, 32’ Piossek 45’ | Marcatori | 24’ (aut.) Book |

| Arbitro: | Dietz |

|             |           |                                          |
| Abrahám 29’ | Marcatori | 28’ Lechleiter 45’ (rig.) Bauer 50’ Haas |

| Erfurt 13 novembre 2010, ore 14:00 CET 16ª giornata | Rot-Weiß Erfurt | 0 – 0 referto | Wehen Wiesbaden | Steigerwaldstadion (4 881 spett.)\| Arbitro: \| Beitinger \| |
| Arbitro:                                            | Beitinger       |               |                 |                                                              |

| Arbitro: | Bandurski |

|            |           |                           |
| Ziemer 53’ | Marcatori | 34’ Ziegenbein 69’ Lartey |

| Arbitro: | Fritz |

|                            |           |                       |
| Haben 26’ Gentner 34’, 69’ | Marcatori | 33’ Ziemer 79’ Janjić |

| Arbitro: | Valentin |

|          |           |         |
| Bohl 60’ | Marcatori | 65’ Thy |

#### Girone di ritorno
| Arbitro: | Osmers |

|                                |           |  |
| Menga 16’ Kioyo 21’ Janjić 38’ | Marcatori |  |

| Potsdam 22 gennaio 2011, ore 14:00 CET 20ª giornata | Babelsberg | 0 – 0 referto | Wehen Wiesbaden | Stadio Karl Liebknecht (1 839 spett.)\| Arbitro: \| Winkmann \| |
| Arbitro:                                            | Winkmann   |               |                 |                                                                 |

| Arbitro: | Alt |

|                                     |           |  |
| Brosinski 42’ Janjić 67’ Sailer 90’ | Marcatori |  |

| Offenbach am Main 5 febbraio 2011, ore 14:00 CET 23ª giornata | Kickers Offenbach | 0 – 0 referto | Wehen Wiesbaden | Stadion am Bieberer Berg (7 025 spett.)\| Arbitro: \| Brych \| |
| Arbitro:                                                      | Brych             |               |                 |                                                                |

| Arbitro: | Schmidt |

|  |           |                      |
|  | Marcatori | 59’ Kumbela 89’ Bohl |

| Arbitro: | Glasmacher |

|                   |           |  |
| Öztürk 77’ (rig.) | Marcatori |  |

| Arbitro: | Meyer |

|                                                           |           |                        |
| Sailer 18’, 35’ Ziemer 66’ Brosinski 69’ (rig.) Salem 85’ | Marcatori | 37’ Mayer 45’ Aupperle |

| Arbitro: | Sippel |

|                              |           |  |
| Röttger 13’ Esswein 62’, 70’ | Marcatori |  |

| Arbitro: | Cortus |

|                        |           |                |
| Mintzel 10’ Janjić 83’ | Marcatori | 77’ Zimmermann |

| Sandhausen 19 marzo 2011, ore 14:00 CET 29ª giornata | Sandhausen | 0 – 0 referto | Wehen Wiesbaden | Hardtwaldstadion (1 750 spett.)\| Arbitro: \| Unger \| |
| Arbitro:                                             | Unger      |               |                 |                                                        |

| Arbitro: | Petersen |

|                                    |           |  |
| Brosinski 17’ Ziemer 44’ Menga 63’ | Marcatori |  |

| Arbitro: | Gorniak |

|                                 |           |                                                |
| Schipplock 70’, 89’ Rathgeb 80’ | Marcatori | 9’ Ziemer 82’ (aut.) Vier 87’ (rig.) Brosinski |

| Ratisbona 9 aprile 2011, ore 14:00 CEST 32ª giornata | Jahn Ratisbona | 0 – 0 referto | Wehen Wiesbaden | Jahnstadion (2 357 spett.)\| Arbitro: \| Blos \| |
| Arbitro:                                             | Blos           |               |                 |                                                  |

| Arbitro: | Valentin |

|                            |           |  |
| Menga 62’, 76’ Mintzel 64’ | Marcatori |  |

| Arbitro: | Unger |

|          |           |                          |
| Sulu 11’ | Marcatori | 42’ Ziemer 49’ Brosinski |

| Arbitro: | Willenborg |

|  |           |                      |
|  | Marcatori | 11’ Pfingsten-Reddig |

| Arbitro: | Rafati |

|                               |           |             |
| Ziegenbein 8’ Lartey 17’, 90’ | Marcatori | 37’ Abrahám |

| Arbitro: | Gräfe |

|           |           |  |
| Kioyo 70’ | Marcatori |  |

| Arbitro: | Dingert |

|                 |           |                                            |
| Maek 45’ (rig.) | Marcatori | 16’ Kioyo 76’ Menga 80’ Mintzel 89’ Janjić |

## Statistiche

### Statistiche di squadra
| Competizione | Punti | In casa | In casa | In casa | In casa | In casa | In casa | In trasferta | In trasferta | In trasferta | In trasferta | In trasferta | In trasferta | Totale | Totale | Totale | Totale | Totale | Totale | DR  |
| Competizione | Punti | G       | V       | N       | P       | Gf      | Gs      | G            | V            | N            | P            | Gf           | Gs           | G      | V      | N      | P      | Gf     | Gs     | DR  |
| ------------ | ----- | ------- | ------- | ------- | ------- | ------- | ------- | ------------ | ------------ | ------------ | ------------ | ------------ | ------------ | ------ | ------ | ------ | ------ | ------ | ------ | --- |
| 3. Liga      | 64    | 19      | 12      | 2       | 5       | 35      | 18      | 19           | 6            | 8            | 5            | 20           | 21           | 38     | 18     | 10     | 10     | 55     | 39     | +16 |
| Totale       | 64    | 19      | 12      | 2       | 5       | 35      | 18      | 19           | 6            | 8            | 5            | 20           | 21           | 38     | 18     | 10     | 10     | 55     | 39     | +16 |

### Andamento in campionato
| Giornata  | 1 | 2 | 3 | 4 | 5 | 6 | 7 | 8 | 9 | 10 | 11 | 12 | 13 | 14 | 15 | 16 | 17 | 18 | 19 | 20 | 21 | 22 | 23 | 24 | 25 | 26 | 27 | 28 | 29 | 30 | 31 | 32 | 33 | 34 | 35 | 36 | 37 | 38 |
| --------- | - | - | - | - | - | - | - | - | - | -- | -- | -- | -- | -- | -- | -- | -- | -- | -- | -- | -- | -- | -- | -- | -- | -- | -- | -- | -- | -- | -- | -- | -- | -- | -- | -- | -- | -- |
| Luogo     | T | C | T | C | T | C | T | C | T | C  | T  | C  | C  | T  | C  | T  | C  | T  | C  | C  | T  | C  | T  | C  | T  | C  | T  | C  | T  | C  | T  | T  | C  | T  | C  | T  | C  | T  |
| Risultato | V | V | N | P | V | V | V | N | N | V  | V  | V  | V  | P  | P  | N  | P  | P  | N  | V  | N  | V  | N  | P  | P  | V  | P  | V  | N  | V  | N  | N  | V  | V  | P  | P  | V  | V  |
| Posizione | 7 | 5 | 5 | 7 | 4 | 3 | 3 | 4 | 5 | 3  | 3  | 3  | 2  | 4  | 4  | 4  | 4  | 4  | 4  | 4  | 4  | 3  | 3  | 5  | 6  | 4  | 4  | 4  | 6  | 4  | 5  | 5  | 4  | 3  | 5  | 5  | 4  | 4  |

Legenda:

Luogo: C = Casa; T = Trasferta. Risultato: V = Vittoria; N = Pareggio; P = Sconfitta.

### Statistiche dei giocatori
| M. Abrahám    | 25 | 4  | 1 | 0 |
| P. Albert     | 0  | 0  | 0 | 0 |
| T. Barg       | 7  | 1  | 2 | 0 |
| L. Billick    | 1  | 0  | 0 | 0 |
| S. Bohl       | 13 | 2  | 4 | 0 |
| D. Boskovic   | 29 | 1  | 8 | 0 |
| D. Brosinski  | 19 | 5  | 2 | 0 |
| J. Damjanović | 5  | 0  | 1 | 0 |
| E. Domaschke  | 3  | 0  | 0 | 0 |
| N. Döring     | 9  | 0  | 1 | 0 |
| W. Fall       | 1  | 0  | 1 | 0 |
| J. Fießer     | 23 | 0  | 5 | 0 |
| M. Gurski     | 35 | 0  | 1 | 1 |
| B. Hübner     | 24 | 0  | 8 | 0 |
| F. Hübner     | 17 | 0  | 4 | 0 |
| Z. Janjić     | 38 | 12 | 1 | 0 |
| M. Jordan     | 10 | 0  | 2 | 0 |
| F. Kioyo      | 11 | 3  | 2 | 0 |
| Q. Lanzaat    | 35 | 1  | 5 | 0 |
| R. Laux       | 1  | 0  | 0 | 0 |
| N. Ledgerwood | 25 | 0  | 4 | 1 |
| S. Marinović  | 0  | 0  | 0 | 0 |
| I. Masmanidis | 10 | 0  | 1 | 1 |
| A. Menga      | 29 | 7  | 0 | 0 |
| A. Mintzel    | 34 | 3  | 6 | 0 |
| M. Neppe      | 14 | 0  | 2 | 0 |
| M. Sailer     | 27 | 5  | 7 | 0 |
| M. Salem      | 16 | 1  | 2 | 0 |
| F. Schönheim  | 35 | 2  | 9 | 1 |
| D. Streker    | 0  | 0  | 0 | 0 |
| S. Szimayer   | 0  | 0  | 0 | 0 |
| S. Türker     | 3  | 0  | 0 | 0 |
| S. Wolf       | 2  | 0  | 0 | 0 |
| B. Ziegenbein | 0  | 0  | 0 | 0 |
| M. Ziemer     | 31 | 6  | 2 | 0 |